# Richard Liebscher
Richard Liebscher (ur. 2 listopada 1910 w Norymberdze, zm. 13 stycznia 1990 w Ambergu) – niemiecki szermierz. Reprezentant kraju podczas igrzysk olimpijskich w Helsinkach, uczestniczył w turnieju indywidualnym, w którym odpadł w pierwszej rundzie i drużynowym szablistów, gdzie dotarł do ćwierćfinału.
W czasie II wojny światowej był członkiem SS. W 1956 odznaczony Srebrnym Liściem Laurowym.